# US Darts Masters 2018
De US Darts Masters was de tweede editie van de US Darts Masters. Het toernooi was onderdeel van de World Series of Darts. Het toernooi werd gehouden van 6 juli  tot 7 juli 2017 in het Mandalay Bay Hotel, Las Vegas. Michael van Gerwen was de titelverdediger, maar verloor al in de kwartfinale van James Wade. Gary Anderson won het toernooi door in de finale met 8-4 te winnen van Rob Cross.

## Deelnemers
Net als in elk World Series-toernooi speelden ook hier acht PDC-spelers tegen acht darters uit het land/gebied waar het toernooi gehouden wordt. De deelnemers waren:
- Peter Wright
- Gary Anderson
- Michael van Gerwen
- Rob Cross
- Daryl Gurney
- Michael Smith
- James Wade
- Gerwyn Price
- DJ Sayre
- John Norman Jnr
- Jeff Smith
- Dan Lauby Jr
- Joe Huffman
- David Cameron
- Dawson Murschell
- Ross Snook